# Dicionário de Literatura Gay
O Dicionário de Literatura Gay é um dicionário de literatura de temática LGBTQ que começou a ser publicado pela INDEX ebooks em 2014.
O Dicionário de Literatura Gay é considerada a maior obra de referência em Portugal sobre livros e autores, personagens, editores, chancelas, livrarias e livreiros, concursos e prémios literários associados ao universo da Literatura Lésbica, Gay, Bissexual, Transgénero e Queer de Portugal e em português, e inclui citações e hiperligações de diversas fontes, sendo apenas incluídos autores de língua portuguesa publicados em Portugal.
A literatura de temática LGBTQ+ emergiu brevemente da “longa noite sexual do Estado Novo” e dos “primeiros anos do Portugal democrático” no início do século XXI, mas tem vindo a ser de novo “remetida para a invisibilidade” nos catálogos das editoras, nas prateleiras das bibliotecas e livrarias, e nas secções dos jornais e revistas, e essa terá sido a razão que motivou a compilação deste Dicionário,, que pretende incluir todas as representações LGBTQ+ da literatura portuguesa, com as quais as pessoas LGBTQ+ se possam identificar, nas quais se possam rever e que as ajudem a compreender-se melhor ou a serem melhor compreendidas. 
Em 2015 foi publicada a 4.ª edição, incluindo verbetes de A Alma Trocada até Luís Duarte d’Almeida. Em 2022 foi publicada a 7.ª edição, a primeira edição completa, que inclui todos as entradas de “A” a “Z” e conta com 1016 verbetes em 549 páginas, com edição em ebook e em papel (capa mole e capa dura).